# Pervaja Liga 2022-2023 (Russia)
La Pervaja Liga 2022-2023 è stata la trentunesima edizione della seconda serie del campionato russo di calcio.

## Stagione

### Novità
Dalla PFN Ligi 2021-2022 sono state promosse in Prem'er-Liga la Torpedo Mosca, Fakel Voronež e l'Orenburg. Dalla Prem'er-Liga sono retrocesse Arsenal Tula, Rubin e Ufa.
Sono retrocesse in Vtoroj divizion KAMAZ, Rotor, Metallurg Lipeck e Tekstilščik Ivanovo. Sono salite dalla Vtoroj divizion Dinamo Machačkala, Rodina Mosca, Volga Ul'janovsk e Šinnik.
Olimp-Dolgoprudnyj, Spartak-2 Mosca e Tom' Tomsk si sono sciolte al termine della passata stagione. Il KAMAZ è stato successivamente riescato.

### Formula
Le 18 squadre si affrontano in un girone all'italiana con partite di andata e ritorno, per un totale di 34 giornate. Le prime due classificate vengono promosse direttamente in Prem'er-Liga, mentre le ultime quattro classificate retrocedono in Pervenstvo Professional'noj Futbol'noj Ligi. La terza e la quarta classificata giocano uno spareggio promozione/retrocessione contro terzultima e quartultima di Prem'er-Liga. Le squadre formazioni riserve di club di massima serie non possono essere promosse. Dall'agosto 2022 la competizione ha assunto nuovamente la denominazione Pervaja Liga.

### Avvenimenti
Al termine della stagione regolare, la federcalcio russa non ha concesso all'Alanija Vladikavkaz la licenza nazionale valida per la partecipazione alla Prem'er-Liga. Per tale motivo, il Rodina Mosca ha preso parte allo spareggio promozione-retrocessione al posto dell'Alanija Vladikavkaz.

## Squadre partecipanti
| Squadra             | Stagione | Città            | Stadio                          | Stagione precedente                         |
| ------------------- | -------- | ---------------- | ------------------------------- | ------------------------------------------- |
| Akron Togliatti     | dettagli | Togliatti        | Stadio Kristall                 | 9º in PFN Ligi                              |
| Alanija Vladikavkaz | dettagli | Vladikavkaz      | Respublikanskij stadion Spartak | 6º in PFN Ligi                              |
| Arsenal Tula        | dettagli | Tula             | Stadio Arsenal                  | 16º posto in Prem'er-Liga, retrocesso       |
| Baltika             | dettagli | Kaliningrad      | Arena Baltika                   | 10º in PFN Ligi                             |
| Dinamo Machačkala   | dettagli | Machačkala       | Stadio Dinamo                   | 1º nel Girone 1 di PPF Ligi, promosso       |
| Enisej              | dettagli | Krasnojarsk      | Stadio Centrale                 | 5º in PFN Ligi                              |
| KAMAZ               | dettagli | Naberežnye Čelny | Stadio KAMAZ                    | 17º in PFN Ligi, retrocesso e poi ripescato |
| Krasnodar-2         | dettagli | Krasnodar        | Stadio Kuban'                   | 11º in PFN Ligi                             |
| Kuban'              | dettagli | Krasnodar        | Stadio Kuban'                   | 12º in PFN Ligi                             |
| Neftechimik         | dettagli | Nižnekamsk       | Stadio Neftechimik              | 8º in PFN Ligi                              |
| SKA-Chabarovsk      | dettagli | Chabarovsk       | Stadio Lenin                    | 4º in PFN Ligi                              |
| Rodina Mosca        | dettagli | Mosca            | Stadio Accademia Spartak        | 1º nel Girone 3 di PPF Ligi, promosso       |
| Rubin               | dettagli | Kazan'           | Kazan Arena                     | 15º posto in Prem'er-Liga, retrocesso       |
| Šinnik              | dettagli | Jaroslavl        | VTB Arena                       | 1º nel Girone 2 di PPF Ligi, promosso       |
| Ufa                 | dettagli | Ufa              | Stadio Neftjanik                | 14º posto in Prem'er-Liga, retrocesso       |
| Veles Mosca         | dettagli | Mosca            | Avangard Stadium                | 13º in PFN Ligi                             |
| Volgar' Astrachan'  | dettagli | Astrachan'       | Stadio Centrale                 | 16º in PFN Ligi                             |
| Volga Ul'janovsk    | dettagli | Ul'janovsk       | Stadio Trud                     | 1º nel Girone 4 di PPF Ligi, promosso       |

## Classifica finale
|  | Pos. | Squadra             | Pt | G  | V  | N  | P  | GF | GS | DR  |
|  | ---- | ------------------- | -- | -- | -- | -- | -- | -- | -- | --- |
|  | 1.   | Rubin               | 69 | 34 | 19 | 12 | 3  | 53 | 27 | +26 |
|  | 2.   | Baltika             | 67 | 34 | 18 | 13 | 3  | 56 | 30 | +26 |
|  | 3.   | Alanija Vladikavkaz | 62 | 34 | 17 | 11 | 6  | 56 | 35 | +21 |
|  | 4.   | Enisej              | 54 | 34 | 13 | 15 | 6  | 43 | 35 | +7  |
|  | 5.   | Rodina Mosca        | 50 | 34 | 13 | 11 | 10 | 42 | 38 | +4  |
|  | 6.   | Neftechimik         | 47 | 34 | 12 | 11 | 11 | 34 | 33 | +1  |
|  | 7.   | Šinnik              | 46 | 34 | 13 | 7  | 14 | 36 | 41 | -5  |
|  | 8.   | Dinamo Machačkala   | 46 | 34 | 12 | 10 | 12 | 25 | 29 | -4  |
|  | 9.   | Akron Togliatti     | 46 | 34 | 10 | 16 | 8  | 38 | 36 | +2  |
|  | 10.  | SKA-Chabarovsk      | 44 | 34 | 11 | 11 | 12 | 50 | 39 | +11 |
|  | 11.  | KAMAZ               | 44 | 34 | 11 | 11 | 12 | 35 | 36 | -1  |
|  | 12.  | Volgar' Astrachan'  | 44 | 34 | 11 | 11 | 12 | 37 | 41 | -4  |
|  | 13.  | Arsenal Tula        | 41 | 34 | 11 | 8  | 15 | 37 | 46 | -9  |
|  | 14.  | Kuban'              | 37 | 34 | 9  | 10 | 15 | 36 | 41 | -5  |
|  | 15.  | Veles Mosca         | 33 | 34 | 9  | 6  | 19 | 35 | 55 | -20 |
|  | 16.  | Ufa                 | 32 | 34 | 8  | 8  | 18 | 35 | 46 | -11 |
|  | 17.  | Krasnodar-2         | 31 | 34 | 8  | 7  | 19 | 32 | 54 | -22 |
|  | 18.  | Volga Ul'janovsk    | 30 | 34 | 6  | 12 | 16 | 23 | 41 | -18 |

Legenda:
      Promossa in Prem'er-Liga 2023-2024.
 Ammessa agli spareggi promozione/retrocessione.
      Retrocessa in Vtoraja liga Rossii 2023-2024.
Note:
Tre punti a vittoria, uno a pareggio, zero a sconfitta.

## Spareggio promozione-retrocessione
|                      | Risultati |                      | Luogo e data                    |
| -------------------- | --------- | -------------------- | ------------------------------- |
| Rodina Mosca         | 0 - 3     | Pari Nižnij Novgorod | Mosca, 7 giugno 2023            |
| Pari Nižnij Novgorod | 0 - 2     | Rodina Mosca         | Nižnij Novgorod, 10 giugno 2023 |
|                      |           |                      |                                 |
| Enisej               | 0 - 1     | Fakel Voronež        | Krasnojarsk, 7 giugno 2023      |
| Fakel Voronež        | 2 - 0     | Enisej               | Voronež, 10 giugno 2023         |
|                      |           |                      |                                 |

## Statistiche

### Classifica marcatori
| Gol |  |  | Giocatore           | Squadra             |
| --- |  |  | ------------------- | ------------------- |
| 14  |  |  | Gedeon Guzina       | Baltika             |
| 14  |  |  | Ivan Timošenko      | Rodina Mosca        |
| 12  |  |  | Nikolaj Giorgobiani | Alanija Vladikavkaz |
| 11  |  |  | Nuri Abdokov        | Kuban'              |
| 11  |  |  | Joel Fameyeh        | Rubin'              |
| 10  |  |  | Vital' Lisakovič    | Rubin'              |
| 9   |  |  | Nikita Gluškov      | Enisej              |
| 9   |  |  | Tamerlan Musaev     | Baltika             |
| 9   |  |  | Kirill Pančenko     | Arsenal Tula        |